# القاضي (فلم 2014)
القاضي (بالإنجليزية: The Judge) هو فيلم دراما تم إنتاجه في الولايات المتحدة وصدر في 10 أكتوبر 2014. الفيلم من إخراج ديفيد دوبكين وكتابة نيك سشينك وديفيد سيادلير وبيل دبيوك.

## طاقم العمل
- روبرت داوني جونير (بدور: هانك بالمير)
- روبرت دوفال (بدور:القاضي جوزيف بالمير)
- فيرا فارميغا (بدور: سامانثا)
- بيلي بوب ثورنتون (بدور: دويك ديكخام)
- سارة لانكستر (بدور: ليسا بالمير)
- فينسنت دونوفريو (بدور: كلين بالمير)
- ايما تريمبلاي (بدور: لايرن)
- كين هووراد (بدور: القاضي وارين)
- ليتون ميستر (بدور: كارلا)

## القصة
تدور أحداث الفيلم حول أحد المحامين الناجحين، والذي يعود إلى مسقط رأسه بهدف حضور جنازة والدته، ولكن بعد فترة من وصوله يتورَّط والده الذي يعيش بعيدًا عن بقية الأسرة، والذي يشغل منصب قاضي البلدة بجريمة قتل؛ مما يدفع الابن إلى محاولة استكشاف الحقيقة وراء هذا الاتهام.

## الاستقبال النقدي
لاقى الفيلم مراجعات متوسطة بين النقاد ، في موقع الطماطم الفاسدة تم تقييمه من النقاد بنسبة 47% من أصل 184 مراجعة. الناقد محمد رضا لام المخرج لعدم السعي لتقديم فيلم جاد وعاب أداء روبرت داوني قائلا «داوني يمثل للكاميرا وليس للفيلم. تتابع حركات يديه وتوتر عينيه وتدرك أنه لا يجد في الشخصية ما يثير حماسه لأن يوغل فيها على النحو الصحيح.».

## روابط خارجية
- مقالات تستعمل روابط فنية بلا صلة مع ويكي بيانات